# 에스타디오 콤플레호 렌티스타스
에스타디오 콤플레호 렌티스타스(스페인어: Estadio Complejo Rentistas)는 우루과이 몬테비데오주 몬테비데오에 위치한 다목적 경기장이다. CA 렌티스타스의 홈구장으로,  6,500명을 수용할 수 있으며 1998년에 개장했다.